# 곽맹
곽맹(郭萌, ? ~ ?)은 전한 말기의 제후이다.

## 행적
아버지 곽장의 뒤를 이어 성안후(成安侯)에 봉해졌다.
시호를 희(釐)라 하였고, 후사가 없어 봉국이 폐지되었다.

## 출전
- 반고, 《한서》
  - 권17 경무소선원성공싱표

| 선대 아버지 성안시후 곽장 | 전한의 성안후 ? ~ ? | 후대 곽매 |